# Potawatomi

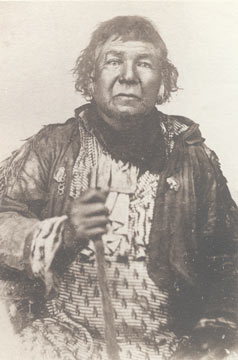
Wódz Shabbona (Sha-bon-na) z plemienia Potawatomi

Potawatomi (także Pottawatomi lub Pottawatomie) – plemię północnoamerykańskich Indian zamieszkujące w przeszłości okolice górnej Missouri. Mówili językiem potawatomi należącym do rodziny języków algonkiańskich. Sami siebie nazywają czasem Bodéwadmi (Strażnicy Ognia) – określeniem nadanym im przez spokrewnione grupy Anishinabe. Pierwotnie nazywali się Neshnabé – wariantem słowa Anishinabe.
Potawatomi byli częścią trwałego sojuszu z plemionami Odżibwejów i Ottawów, zwanego Radą Trzech Ognisk (ang. Council of Three Fires). W sojuszu tym – mającym stanowić przeciwwagę dla Ligi Irokezów – uważani byli za „najmłodszego brata”.
Znani Europejczykom od początków XVII wieku, uczestniczyli m.in. w wojnie o kolonie amerykańskie, powstaniu Tecumseha i brytyjsko-amerykańskiej wojnie 1812 roku.
Obecnie ich rozproszone grupy, uznawane przez władze federalne USA, zamieszkują m.in. stany Michigan, Indiana, Oklahoma, Wisconsin, Kansas, a także kanadyjską prowincję Ontario i przygraniczną wyspę Walpole na jeziorze St. Clair.